# Red Nacional de Carreteras

Mapa de la red vial de Colombia.

La Red Nacional de Carreteras es la red vial de Colombia regulada por el Ministerio de Transporte colombiano mediante el Instituto Nacional de Vías (INVÍAS) y sus direcciones territoriales (Decreto 1735 de agosto de 2001) y a veces delegadas a empresas privadas por concesión.
El sistema se compone por la Red Primaria (Grandes Autopistas, a cargo de la nación), Red Secundaria (a cargo de departamentos) y Red terciaria (compuesta por carreteras terciarias o caminos interveredales, a cargo de los municipios).
La Red de Carreteras colombiana al año 2022 es de 205.109 km, de los cuales 17.993 km corresponde a la Red Primaria Nacional, 44.833 km corresponde a la Red Secundaria Nacional y 142.284 km corresponden a la Red Terciaria Nacional. Asimismo, cuenta con 5.097 puentes a nivel nacional y 2.279 km en Doble Calzada, 10 viaductos y 40 túneles.
Según un informe de la Cámara Colombiana de Infraestructura, Colombia tiene 9 km de vías por cada kilómetro cuadrado de área.
La Red Nacional de Carreteras hace parte de la infraestructura de transporte encargada al Gobierno colombiano y cumple la función básica de integración de las mayores zonas de producción y de consumo.

## Historia

Carreteras duplas (doble calzada) de Colombia, 2024, en rojo.

### Época prehispánica y colonial
En la Colombia prehispánica las diversas culturas habían desarrollado una red de caminos para poder comerciar sus productos. De esta manera productos provenientes del altiplano como la sal y el maíz pudieron llegar a regiones de la Costa y la Sierra Nevada de Santa Marta. De esa misma manera, el oro y las conchas marinas pudieron llegar por estos caminos indígenas de la costa y la sabana hasta la cordillera. Los caminos indígenas eran muy angostos ya que los pueblos prehispánicos no conocían la rueda ni los animales de carga. Sin embargo vestigios como las escaleras de la Ciudad Perdida demuestran la importancia de los caminos para el desarrollo de sus pueblos.
Con el periodo colonial, se empezaron a crear los caminos de herradura, tomando como base los caminos indígenas e incaicos y aunque con los españoles llegaron los animales de carga y la rueda, estos caminos de herradura no soportaban el tránsito a lomo de bestias. Posteriormente, en la colonia se fueron creando los caminos coloniales que eran de mayor tráfico que los caminos de herradura y caminos indígenas. Se diferencian de los anteriores ya que unían las diferentes provincias y su mantenimiento y administración se realizaba por delegación real, aunque técnicamente eran caminos de herradura donde en la mayoría no podían transitar caballos. Los primeros caminos fueron El Camino de Opón y el Camino del Carare que conectaban a Santa Fe con el Río Magdalena.

### Época republicana ysigloXIX
Con la Independencia de Colombia y el inicio del periodo republicano se mejoraron los caminos reales republicanos permitiendo mejor acceso y tránsito haciéndolos más amplios y permitir el tránsito de bestias. No obstante, en la primera parte del siglo XIX no se desarrollaron vías ni carreteables para el uso de coches triados a caballo, en cambio los ferrocarriles si tuvieron una mayor predilección y la infraestructura vial se desarrolló con base a los trenes prácticamente durante todo el siglo XIX. Para la segunda mitad del siglo XIX se empezó a mostrar el interés por desarrollar una infraestructura vial nacional que da sus resultados con las Leyes 28 de 1864 y Ley 52 de 1872. En 1865 se construye la primera carretera en afirmado entre Cúcuta y Los Cachos sobre el Río Zulia (por un terremoto no fue finalizada y posteriormente se cambió por un ferrocarril), luego en 1882 se construyó el carreteable de Cambao (Cambao - Bogotá) y ya en 1910 se construyó la Carretera entre Cali y Cartago.

### SigloXX
A Colombia llegaron primero los vehículos que las carreteras. En 1899 llegó el primer vehículo a Colombia, que rodó en Medellín, y en 1902 llegó el primer vehículo a Bogotá. Irónicamente los primeros vehículos llegaron a lomo de mula o por ferrocarril. Para 1905, se crea bajo el gobierno de Rafael Reyes el Ministerio de Obras Públicas para direccionar las vías nacionales, las líneas férreas y la canalización de los ríos. Bajo este nuevo ministerio se crean nuevas vías, generalmente entre las principales ciudades y pueblos vecinos. Así mismo para el gobierno de Rafael Reyes (1904-1909) se empezó la construcción de la Carretera Central del Norte que sería la primera carretera nacional como tal, Iniciaba en Bogotá y Pasaba por Tunja, Santa Rosa de Viterbo, Belén, Soatá, El Almorzadero y Finalizaba en Cúcuta. La carretera en 1916 tenía 115 kilómetros construidos y no fue terminada hasta la década de los treinta bajo el Gobierno de Enrique Olaya Herrera (1930-1934).
Desde 1905 se definieron las carreteras en nacionales, departamentales y municipales, tal como se definen actualmente (aunque también se denominan como primarias, secundarias y terciarias). Para la 1909 se habían construido 207 km de carreteras y 572 km de caminos de herradura. En la primera década del siglo XX se construyeron los caminos de herradura de Ibagué-Calarcá, Popayán-Micay, Popayán-La Plata, Pasto-Puerto Asís y Pasto Barbacoas que posteriormente pasarían a ser mejoradas y convertidas en carreteras nacionales. Para 1916 había 491,18 km de carreteras, de los cuales el 88 % se concentraba en los departamentos de Cundinamarca y Boyacá. Entre 1916 y 1930 se expidieron 104 leyes modificatorias sobre carreteras y se construyeron 9.300 km de vías sin un plan sólido y sin apego a las técnicas de construcción, lo que llevó a que muchas vías que se deterioraron en poco tiempo y debiendo ser reconstruidas, rediseñadas o simplemente abandonadas.
Para 1930 Colombia contaba con una red de 5.700 km que no estaban integradas como red nacional; complementaban la navegación por el río Magdalena, y comunicaban con el exterior. Por lo cual, el Gobierno Nacional por la Ley 88 de 1931, creó el Consejo Nacional de Vías de Comunicación, que se encargó de preparar el primer plan de carreteras nacionales. Bajo dicha ley la red de carreteras nacionales de Colombia tendría una longitud de 6.204 km divididas en la Troncal del centro, Troncal Occidental, Troncal Oriental y Transversales. Para 1938, se empiezan a pavimentar las primeras rutas nacionales bajo el programa "cambio de piso". Bajo el gobierno de Eduardo Santos (1938-1942) se crean contratos para pavimenta 900 km de vías a pesar de que muchos de los contratos se dilatan, se logran pavimentar los primeros tramos entre Cúcuta-Puente Internacional, Cartagena-Sabanalarga, Usaquén-La Caro, Muzo-Chusacá, y Fontibón-Facatativá.
Con la Ley 12 de 1949 se consolida un nuevo plan Vial Nacional que determinó asignar el 12 % de las rentas corrientes a la construcción de carreteras; el 30 % para la red troncal y el resto para vías departamentales. Se establecieron las rutas troncales (manteniendo es esquema de la Ley 88 de 1931) y las rutas departamentales donde se asignaría los recursos y la construcción de nuevas vías. No obstante, por el invierno de 1945 y 1950 muchas vías fueron destruidas. En 1954 se empiezan a cobrar los primeros peajes para la financiación y mantenimiento de nuevas vías, esto ayudó a mejorar la red vial nacional que para 1959 tenía una longitud de 13.889 km de los cuales 2.223 km se encontraban pavimentados.
El Banco Internacional de Reconstrucción y Fomento buscó la forma de ayudar a Colombia para mejorar su infraestructura Vial, por lo que en la década de los cincuenta concedió préstamos por 16.500.000 USD y 30.850.000 USD y 97.488.596 USD de recursos internos. Para la década de los sesenta se hicieron préstamos adicionales por 39.000.000 USD con el objetivo de completar, construir y diseñar nuevas vías y así tener una Red Nacional de carreteras completa y eficiente, incluso para esto se estableció la Dirección Nacional de Valorización en 1966 un impuesto para los combustibles en 1968 para obtener ingresos adicionales. Pero en la década de los setenta, el invierno y la crisis en la construcción impidieron desarrollar una red vial nacional. Así mismo durante los sesenta y los setenta, los departamentos y municipios empezaron a construir sus vías regionales los cuales exigieron mayores cuantías de inversión por parte de la nación. lo cual hizo dispersar los recursos obtenidos.
Para Finales de los setenta y los años ochenta, el Ministerio de Obras Públicas se enfocó en terminar las troncales y transversales que habían quedado pendientes. Entre ellas la vía Bogotá-Medellín, la Conexión Bucaramanga con Santa Marta y la Vía Mojarras-Popayán. En 1987 el Departamento Nacional de Planeación (DNP) en su informe Economía Social establece que la eficiencia en la prestación del transporte se mide con base en la calidad, el tiempo y los costos además de la extensión de cobertura a poblaciones aisladas. Por lo cual se culminan la construcción y pavimentación de las vías Mocoa-Pitalito, la Troncal del Magdalena Medio, la Marginal de la Selva y la carretera Medellín-Turbo.

### Década de los noventa ysigloXXI

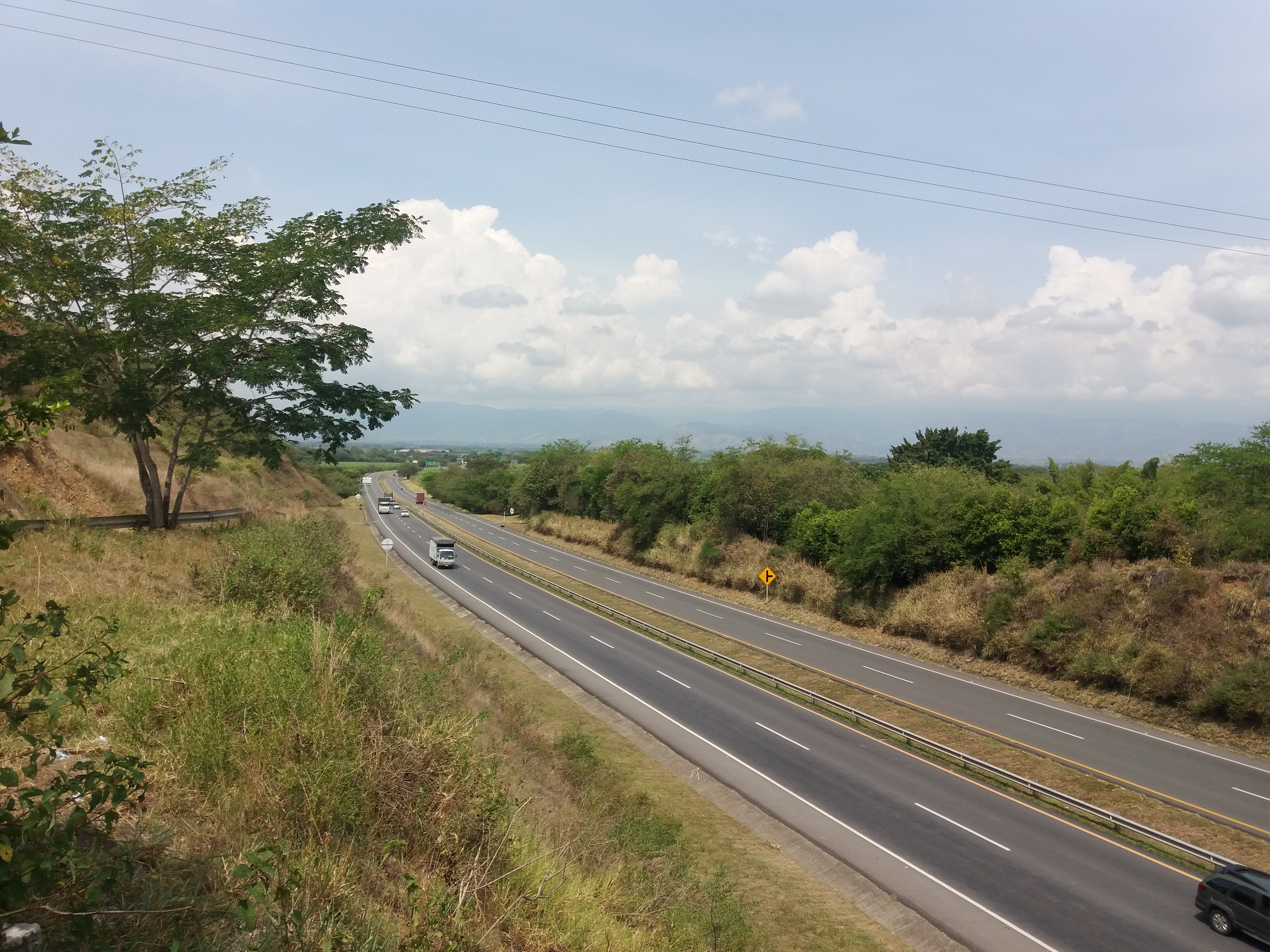
Autopista de la Ruta 25 entre Tuluá y Andalucía, Valle del Cauca. En 2014 había 2.279 kilómetros de carreteras de doble calzada.

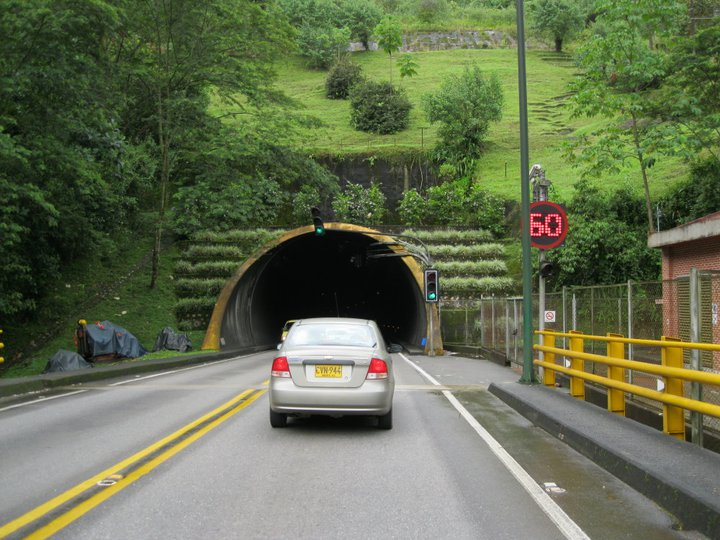
Ruta Nacional 40 entre Villavicencio y Bogotá.

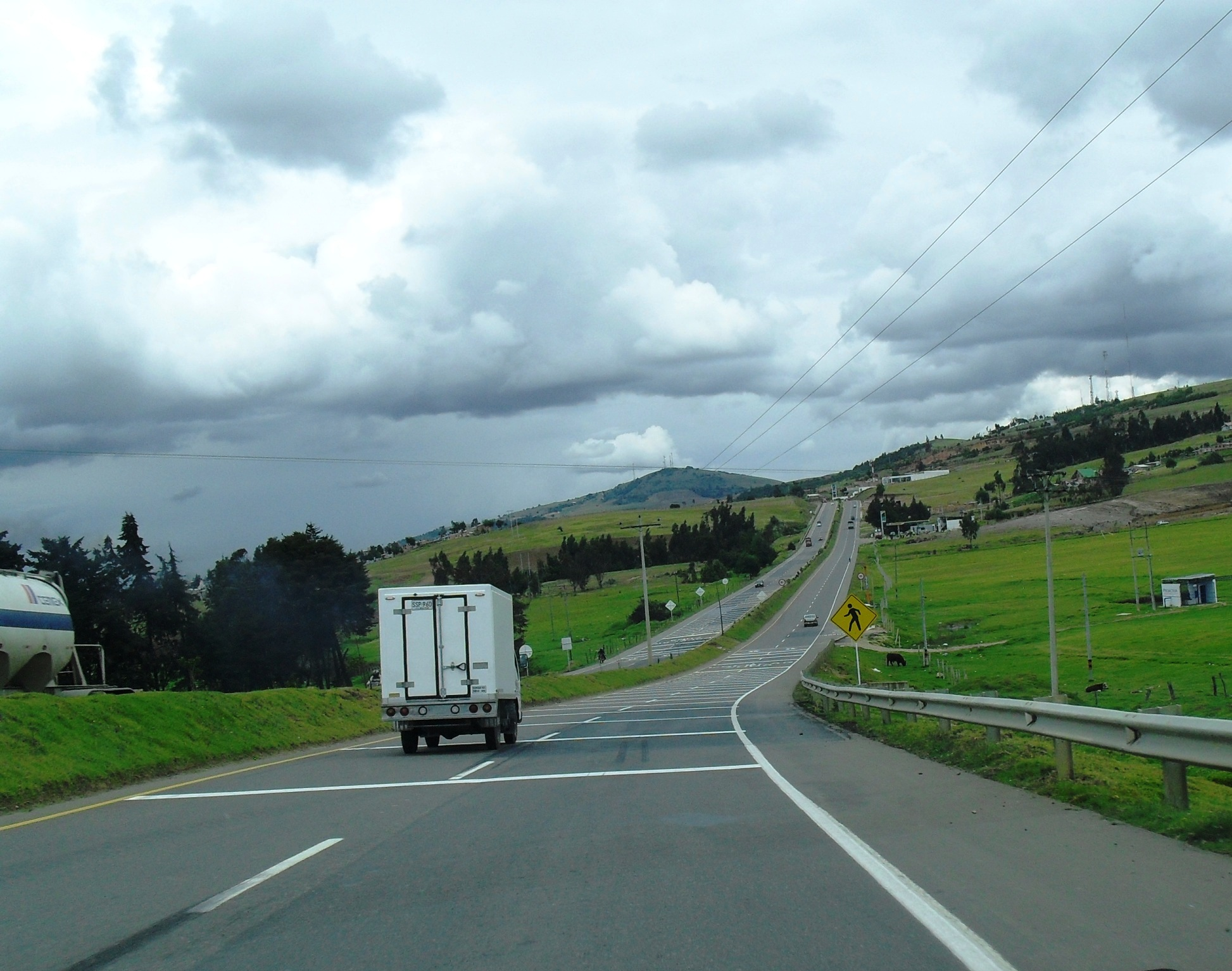
Ruta Nacional 55 en el departamento de Boyacá.

En la década de los noventa, el Ministerio de Obras Públicas emitió la Resolución 0830 del 5 de febrero de 1992 y la Resolución modificatoria 09300 12 de agosto de 1992 para definir una nueva estructura y nomenclatura de las carreteras nacionales separando en Troncales y Transversales y asignando un valor numérico a cada Ruta Nacional como referencia que se empieza a aplicar en todo el país. En 1993 el ministerio de Obras Públicas desaparece y en su reemplazo se crea el Ministerio de Transporte. Para 1993 había 100.000 km de vía, de las cuales 13 000 se encontraban pavimentados.
Con la apertura económica del gobierno de César Gaviria (1990-1994) y con el fin del tren en Colombia, se observó la deficiente infraestructura vial del país. Muchas de las Rutas nacionales definidas en la Resolución 0830 del 5 de febrero de 1992 no habían sido construidas o eran carreteras de poca transitabilidad e importancia. Por lo que fue emitida la Resolución N.º 3700 de 1995 qué fijó una nueva nomenclatura para las carreteras nacionales. Se reorganizaron las principales rutas dándoles un código numérico, donde las rutas de número impar respondían a las rutas con dirección norte-sur (Troncales) y las pares a las rutas con dirección occidente-oriente (Transversales). Así mismo, las rutas se dividieron en tramos enumerados desde el 01 al 99 y se asignaron variantes, tramos y subtramos.
La Resolución N.º 3700 de 1995 pretendía un trazado ideal de la Red Vial Nacional, pero muchas de estas rutas y tramos no estaban creados en su momento: Tramos como Monopamba-Orito, Buga-Chaparral, Leticia-Mitú o Puerto Inírida-Puerto Carreño no se encontraban construidas y ni se tenían proyectos a mediano o largo plazo. Por lo que la Resolución N.º 0000339 del 26 de febrero de 1999 deroga la Resolución N.º 3700 de 1995 y establece una nueva red vial manteniendo el mismo sistema de códigos numéricos y el sistema de troncales y transversales, pero elimina algunas rutas, redefine nuevos trazados y adiciona otras con base en la red vial construida al momento y a los proyectos, pensando en un mediano y largo plazo. Otro aspecto importante fue la supresión de muchas Variantes, Ramales y Subramales que pasaron a ser rutas secundarias a cargo de los departamentos o rutas terciarias a cargo de los municipios.
Con el fin de solucionar el rezago de infraestructura vial se empiezan a aplicar el modelo de concesiones viales y para 1994 nace la primera generación de concesiones viales donde se firmaron 11 contratos para intervenir 1.649 km en vías y se construyen las primeras carreteras en doble calzada, siendo la vía Cali-Cartago Y Bogotá-Tunja las primeras en contar con doble calzada. En 1995 sale la segunda generación de concesiones viales con 470 km a intervenir y para 1998 la tercera generación con 14 contratos y 1.557 km de vías a intervenir, siendo la Ruta del Sol el proyecto más importante de esta tercera generación.
Para el siglo XXI, el sistema de concesiones viales se consolida como alternativa para mejorar la infraestructura vial del país, no obstante se presentan bastante casos de corrupción, cohecho y desfalcos que hace que muchos de los proyectos hayan quedado inconclusos o terminados con bastantes sobrecostos. En el Decreto 1735 de 2001 se establece una nueva red nacional de carreteras. Sin embargo, este decreto no deroga la Resolución N.º 0000339 del 26 de febrero de 1999 y mantiene el mismo sistema de nomenclatura. En este decreto se clasificaron las carreteras sobre la base de los proyectos que se habían venido desarrollando en la primera, segunda y tercera generación de concesiones viales.
Para el año 2006 se crea el plan de Integración Vial de Corredores para la Competitividad, donde se mejoran 38 corredores viales siendo 16 considerados de prioridad para ser ejecutados en un lapso de 5 años que serán administrados por el Invías. Así mismo se establece el Programa de Infraestructura Vial para el Desarrollo Regional Plan 2500 que con una inversión de 1.8 Billones de pesos (Cifras del año 2004) se lograran pavimentar 3.160 kilómetros de la red primaria, secundaria y terciaria que para octubre del año 2012 se había ejecutado en un 79% de lo planeado. Para el año 2009 Colombia ya contaba con 166.000 km de vías, de los cuales 25.000 km se encontraban pavimentados.
Durante el Gobierno de Álvaro Uribe. Se empieza a desarrollar el Plan Vial Regional que buscaba realizar un inventario de las vías secundarias y terciarias por departamento y de esta manera establecer los lineamientos y metodologías para su mejoramiento y la realización de nuevos proyectos teniendo en cuenta la necesidades en competitividad. Los Planes eran responsabilidad de cada departamento y para el año 2014 la mayoría fueron aprobados por el Ministerio de Transporte y continuando con Planes Viales municipales y la actualización con los planes intermodales. 
Con el gobierno de Juan Manuel Santos (2010-2018) surge el programa de Corredores para la Prosperidad como complemento al plan de Integración Vial de Corredores para la Competitividad. Este programa consta de 16 proyectos donde se pavimentarán 508 km de vías y la construcción de túneles, viaductos, y doble calzadas. Para el año 2012 Colombia poseía 1.049 km en doble calzada y se espera que para el año 2018 el país cuente con 3200 km en doble calzada.
En el año 2012 bajo la Ley 1508 se desarrollan las Asociaciones Público-Privadas o APP que permiten la cuarta generación de concesiones con la intervención de 8.170 km de vías. Ésta se separa en una primera ola con 10 proyectos a partir del año 2014, una segunda ola con 9 proyectos a partir del año 2015, una tercera ola con 1 proyecto a partir del 2016 y una cuarta ola con iniciativas privadas en 9 proyectos a partir del 2015 y 2016 cuyo plazo estimado de finalización para el año 2021.
En el año 2015, el gobierno nacional bajo el vicepresidente Germán Vargas Lleras y el ministerio de Transporte diseñó y publicó el Plan Maestro de Transporte Intermodal (PMTI) cuyo objetivo es proyectar el desarrollo del país por medio de una infraestructura que permita conectar a todo el país priorizando los proyectos que mayor impacto tendrán para la economía nacional. Este nuevo Plan además de crear una guía para futuros desarrollos viales incluye la modernización de la red férrea, la modernización de aeropuertos y el establecimiento de una nueva Red Fluvial Nacional que se conectarán con la Red Vial nacional para desarrollar la conexión total del país. tendría un costo de 10.4 billones de pesos anuales (precios del 2015) y se tiene proyectada para el año 2035 estableciendo prioridades para la primera y segunda década.
Entre las obras a destacar a futuro y establecidas en el Plan Maestro de Transporte Intermodal 2015-2035 se encuentran la Conexión Pacífico Orinoquía que permitirá crear una conexión entre Buenaventura y Puerto Carreño por medio de una vía Moderna que incluye un nuevo paso entre La Uribe y Colombia, junto con la creación de un túnel ferroviario intermodal entre Florida y Herrera. Otro de los planes es la Troncal Quibdó - Buenaventura - Ecuador que permitirá la conexión del pacífico colombiano por una nueva vía terrestre proyectada en el PMTI o por medio de una acuapista del Pacífico de conexión fluvial. Dichos proyectos quedan sujetos a aprobación de los futuros gobiernos.

#### Túnel de la Línea
Luego de más de 100 años de planeación, y 11 de construcción, el gobierno nacional inauguró el Túnel de la Línea, el túnel más largo de Latinoamérica, y la obra más esperada e importante del país. La obra sufrió muchísimos retrasos a lo largo de un siglo de obras, y luego de varios escándalos de corrupción en torno a su construcción.[cita requerida]

## Clasificación
Carreteras primarias: Corresponde la Red Vial Nacional de rutas nacionales primarias, se encuentran a cargo del Instituto Nacional de Vías INVIAS y pueden ser concesionadas por medio de la Agencia Nacional de Infraestructura ANI. Este tipo de carreteras puede ser calzadas divididas según las exigencias propias de cada proyecto. Deben ser pavimentadas.
Carreteras secundarias: Corresponde a la Red Vial Secundaria y son vías que unen las cabeceras municipales entre sí y/o que vienen desde una cabecera municipal y conectan con una Carretera primaria. Pueden ser pavimentadas o en afirmado aunque la mayor parte se encuentran en afirmado. Se encuentran a cargo de cada departamento el cual debe llevar inventario y establecer un plan vial departamental para su mejoramiento. también se le consideran generalmente como rutas o carreteras departamentales. Existen algunas carreteras secundarias que son entregadas en concesión a privados para su construcción y mejoramiento.
Carreteras terciarias: Corresponde a la Red Vial Terciaria, son vías que unen las cabeceras municipales con sus veredas o unen veredas entre sí. mayormente están en afirmado. Si se pavimentan deben cumplir a las condiciones geométricas fijadas para las Vías secundarias. las carreteras terciarias generalmente se encuentran a cargo de los municipios, así mismo hay carreteras a cargo del departamento y carreteras terciarias a cargo del INVIAS.
Caminos Vecinales: Corresponde a carreteables que no se encuentran clasificados en ninguna de las redes nacionales de carreteras, dichos carreteables son construidos y se encuentran a cargo de los municipios. También hay carreteables que son construidos por la comunidad para suplir una necesidad de transporte y en ocasiones por grupos al margen de la ley para la movilización de tropas o transportar productos ilícitos. la mayoría de los carretables no cumplen con las exigencias del INVIAS y el Ministerio de Transporte, estando mayormente en afirmado, en mal estado o transitables solamente en la estación seca.

## Nomenclatura
Las Rutas Nacionales se identifican con una señal en forma de escudo heráldico suizo (redondeado con tres puntas en el borde superior y una punta en el borde inferior) el cual tiene dentro otro escudo más pequeño y ancho de borde negro y en el centro se encuentra los dos dígitos que señalan el número de la ruta.
Las Troncales (dirección sur-norte) se identifican con un número impar y las Transversales (dirección occidente-oriente) con un número par.
Las Rutas tanto como los Tramos, Ramales, Pasos y Subramales pueden ser identificados mediante los postes de referencia al lado de la vía generalmente instalados cada kilómetro:
- Las Rutas se dividen en Tramos. Estos no son mayores de 150 km, y su numeración se hará en forma continua del 01 en adelante, de sur a norte en las Troncales y de occidente a oriente en las Transversales. Los puntos de iniciación y terminación de cada Tramo deben corresponder en lo posible a sitios o poblaciones de importancia. Los Tramos se identifican con cuatro dígitos, los dos primeros corresponden al número de la ruta y los dos últimos al tramo considerado.
- Tramos Alternos son aquellas vías que se desprenden de una Ruta y vuelven a ella. Tienen una longitud entre 20 y 150 km. Se identifican de manera similar a los Tramos según el número del tramo que se desprendan y la letra A o B según estén ubicados a la derecha o a la izquierda de la Ruta en el sentido creciente del abscisado.
- Variantes y Pasos son vías con menos de 20 km que se desprenden y vuelven a una ruta y que permiten acceder al casco urbano de alguna población. Se identifica con el dígito de la Ruta, las dos letras que identifican el departamento donde está ubicada y una letra A, B, C, etc. Se ordenan de sur a norte en las Troncales y de occidente a oriente en las Tranversales. Cuando la vía cumple la función de evitar los accesos a un casco urbano determinado se denomina Variantes y su nomenclatura es similar a la de los Pasos.
- Ramales son vías que se desprenden de los tramos y tramos alternos y cumplen la función de comunicar a municipios y sitios alejados con una ruta nacional. Se identifican con el dígito de la ruta, las dos letras que identifican el departamento donde está ubicado y termina con dos dígitos asignados en forma ascendente de sur a norte y de occidente a oriente iniciándose siempre la numeración en cada departamento y siguiendo el orden en que se derivan.
- Subramales son vías que se desprenden de los ramales. Se identifican de forma similar a los ramales adicionando un dígito a la nomenclatura del ramal del cual se derivan en el orden ascendente del abscisado.

Este sistema no se aplica a la Red Secundaria, Red Terciaria o caminos vecinales. Sin embargo hay rutas de la Red Secundaria y Red Terciaria que fueron parte de ruta nacional y mantienen la nomenclatura, aunque solamente para identificación.

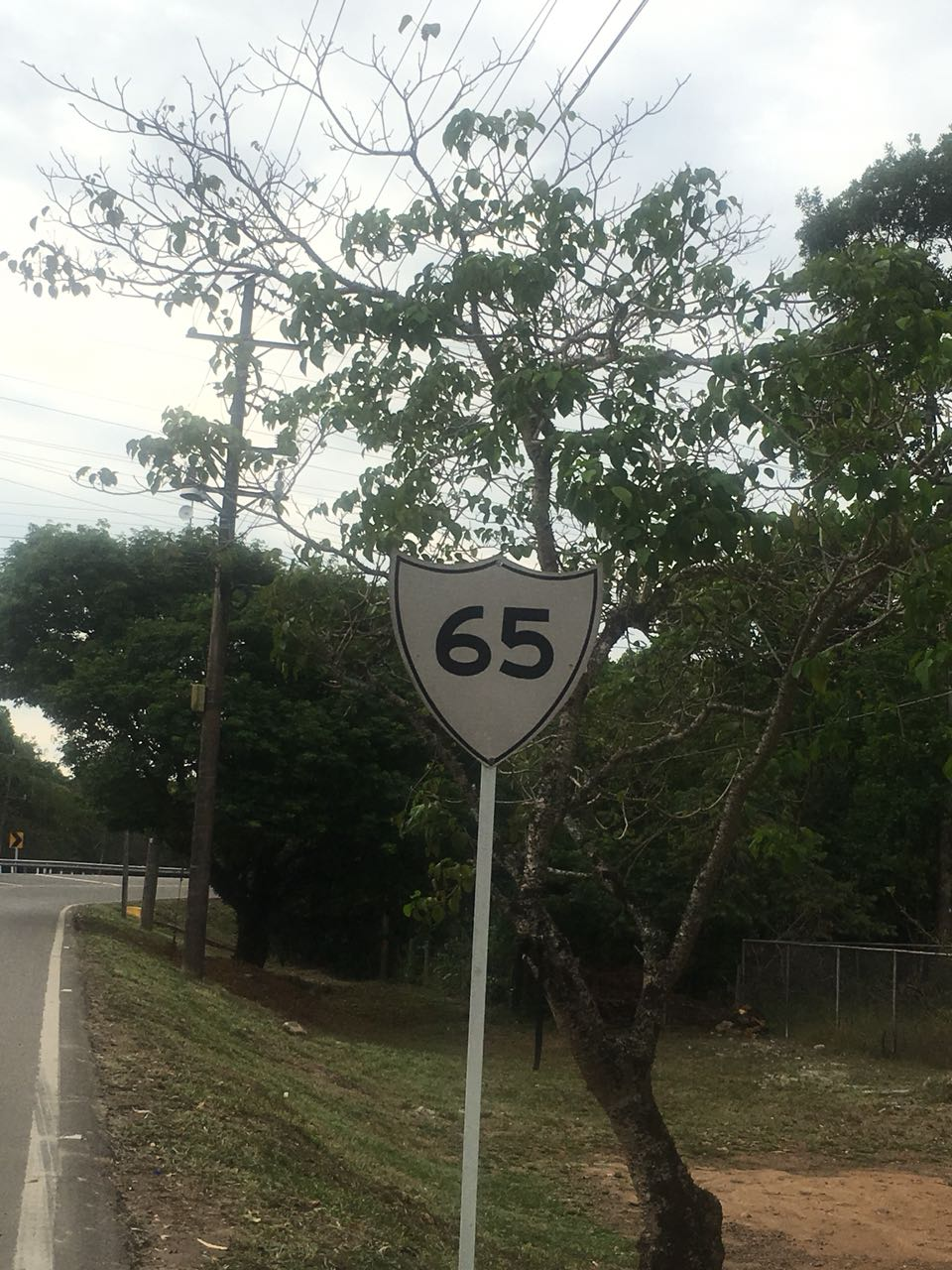
Señal de identificación de una Ruta nacional. En este caso corresponde a la Ruta Nacional 65 en el departamento del Casanare.
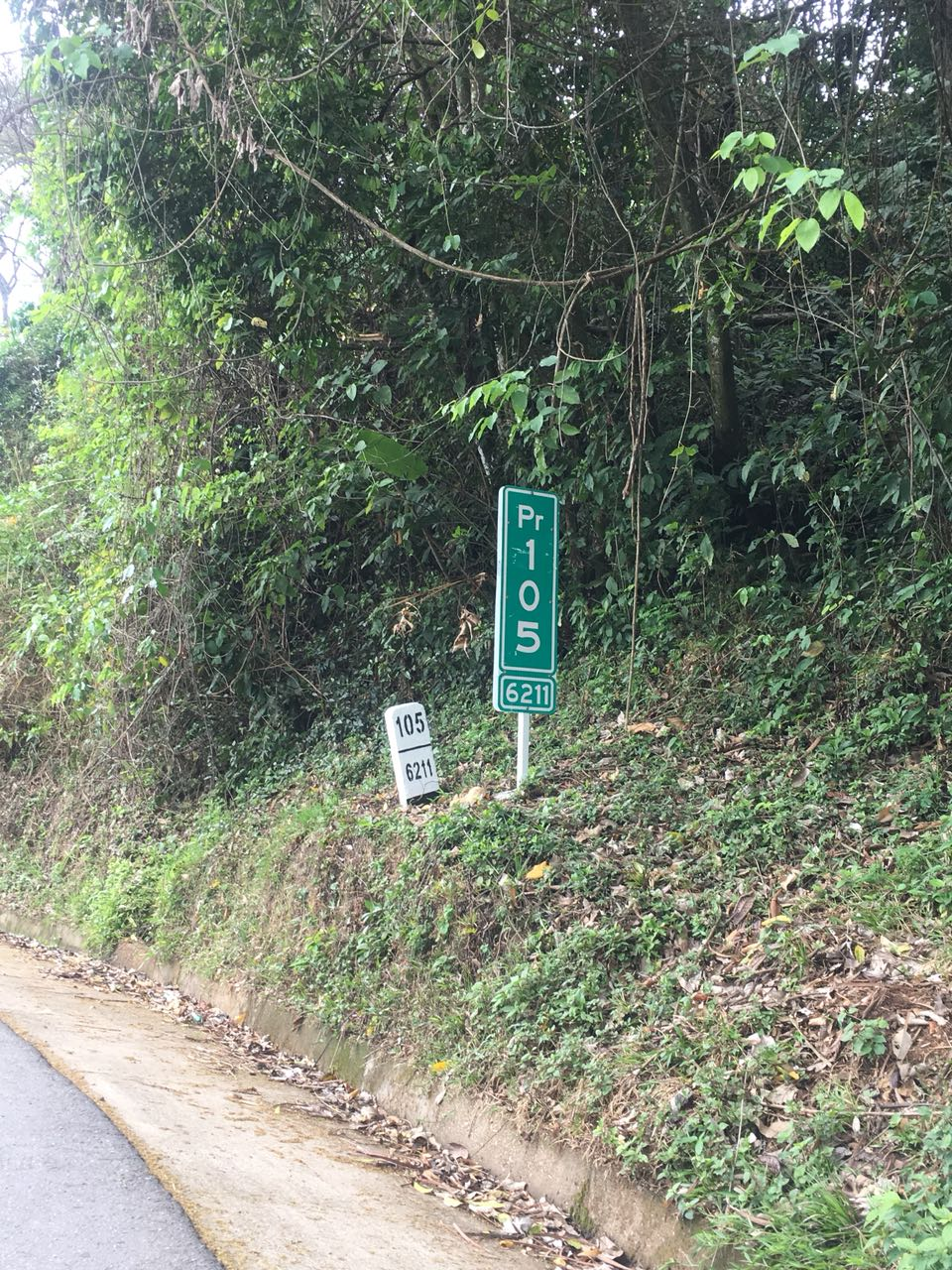
Nuevos Postes de referencia (en verde) frente a los anteriores postes de referencia (en blanco) para identificar los tramos de ruta nacional. Corresponde al Tramo 6211 entre Sogamoso (Boyacá) y Aguazul (Casanare).
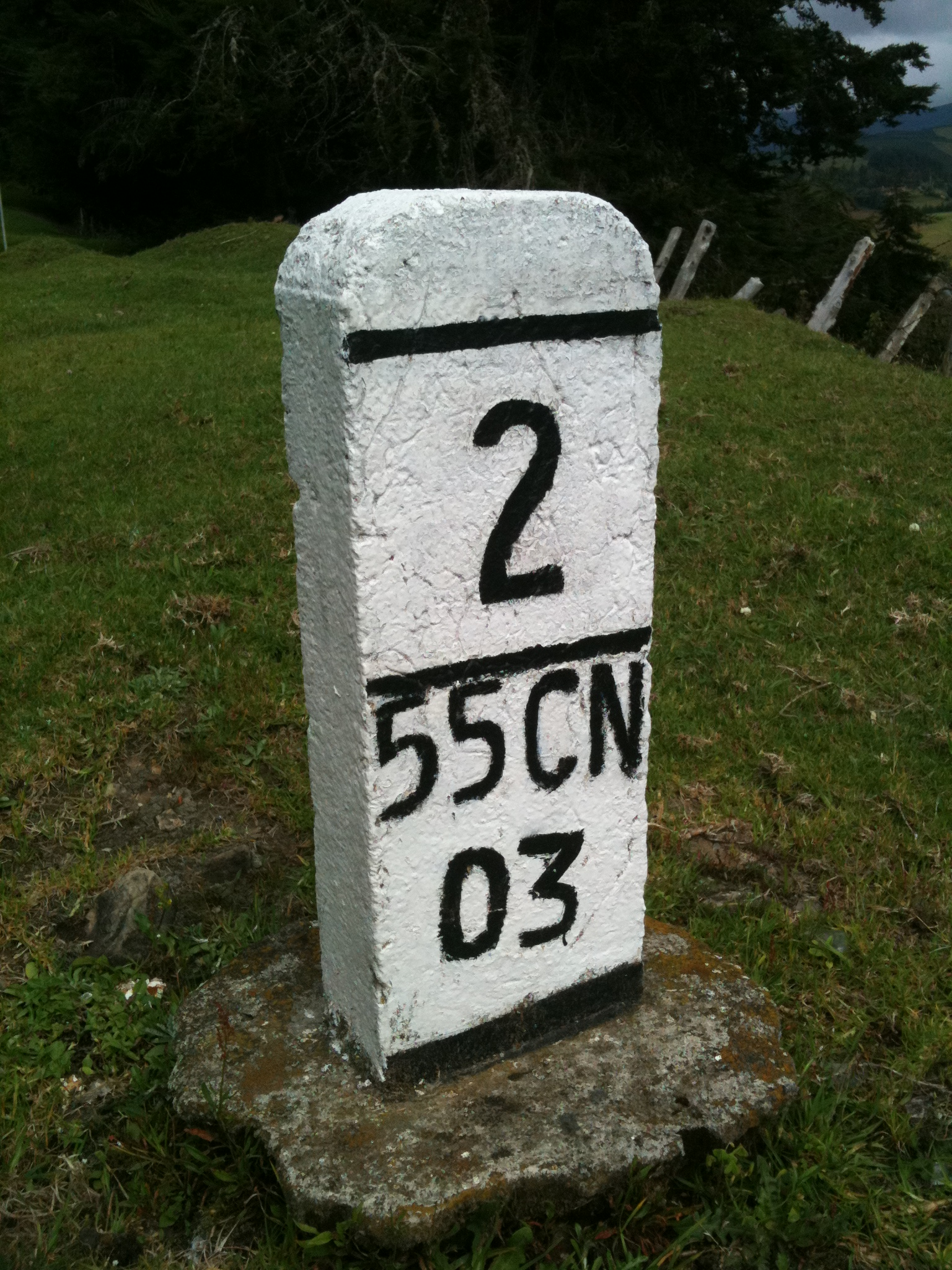
Antiguo Poste de referencia de un tramo de Ruta Nacional. en este caso corresponde al PR 2 de l Tramo 55CN03 que conecta la Ruta nacional 55 con la Ruta Nacional 56 en el municipio de Chocontá, Cundinamarca.

### Rutas Nacionales Actuales
Actualmente hay 46 Rutas Nacionales activas de acuerdo a la Resolución 339 del 26 de febrero de 1999 frente a 69 Rutas Nacionales que se habían planteado inicialmente en la Resolución 3700 de 1995, gran parte de las rutas actuales han perdido parte de su recorrido inicial o ha sido reasignado a otras rutas nacionales. Además de los tramos y tramos alternos, las rutas incluyen a los pasos, variantes, ramales y subramales. De las 46 Rutas Nacionales, 20 son de tipo troncal, 24 de tipo transversal y 2 que si bien son de número impar como las troncales, en realidad son rutas circulares que salen y llegan prácticamente al mismo punto de partida (ocurre solamente en las regiones insulares). Las rutas nacionales activas son las siguientes:
| Identificador | Ruta Nacional | Tipo de Ruta | Recorrido Actual | Longitud total (km.)* |
| ------------- | ------------- | ------------ | --- | --------------------- |
|               | Ruta 01       | Circular     | Circunvalación de la Isla de San Andrés | 28,00                 |
|               | Ruta 03       | Circular     | Circunvalación de la Isla de Providencia | 17,50                 |
|               | Ruta 05       | Troncal      | La Espriella - Río Mataje | 10,40                 |
|               | Ruta 08       | Transversal  | Guachucal - Ipiales | 24,00                 |
|               | Ruta 10       | Transversal  | Tumaco - Junín - Túquerres - Pedregal // Pasto - La Piscicultura - El Pepino | 379,30                |
|               | Ruta 12       | Transversal  | La Lupa - Santiago | 110,06                |
|               | Ruta 13       | Troncal      | Las Ánimas - Cértegui - Quibdó | 57,00                 |
|               | Ruta 17       | Troncal      | Túquerres - Samaniego | 55,30                 |
|               | Ruta 19       | Troncal      | Cali - Cruce Ruta 40 (Loboguerrero) | 51,95                 |
|               | Ruta 20       | Transversal  | Munchique - Popayán - Paletará - Isnos - San Agustín - Pitalito - La Portada // Altamira - Gabinete - Orrapihuasi - Depresión el Vergel - Florencia | 371,94                |
|               | Ruta 21       | Transversal  | Montería - Cereté - Lorica | 57,14                 |
|               | Ruta 23       | Troncal      | Cali - Yumbo - Mediacanoa - Ansermanuevo - La Virginia // Planeta Rica - Montería | 284,27                |
|               | Ruta 24       | Transversal  | Patico - Candelaria - Laberinto | 195,47                |
|               | Ruta 25       | Troncal      | Puente Internacional Rumichaca - Pasto - Cano - Mojarras - Popayán - Ye de Villa Rica - Jamundí - Cali - Palmira - Buga - Andalucía - La Paila - La Victoria - Cartago - Cerritos - La Virginia - Remolinos - Cauyá - La Felisa - La Pintada - Primavera - Ancón Sur - Medellín - Hoyo Rico - Los Llanos - Tarazá - Caucasia - Planeta Rica - La Ye - Sincelejo - Puerta de Hierro - Carreto - Calamar - Palmar de Varela - Barranquilla | 2294,19               |
|               | Ruta 25B      | Troncal      | La Pintada - Peñalisa // Bolombolo - Santafé de Antioquia | 115,15                |
|               | Ruta 26       | Transversal  | Morales - Piendamó // El Crucero - Totoró - Guadualejo | 325,71                |
|               | Ruta 27       | Troncal      | Plato - Salamina - Palermo | 166,51                |
|               | Ruta 29       | Troncal      | Armenia - Pereira - Dosquebradas - Chinchiná - Manizales // La Estrella - La Felisa | 202,32                |
|               | Ruta 30       | Transversal  | Neiva - Balsillas - Santo Domingo - Mina Blanca | 164,50                |
|               | Ruta 31       | Troncal      | Santander de Quilichao - Río Desbaratado - Florida - Palmira | 88,00                 |
|               | Ruta 36       | Transversal  | Chaparral - Ortega - Guamo | 82,76                 |
|               | Ruta 37       | Troncal      | La Plata - Puerto Valencia - Guadualejo - Páez - Irlanda // Puente Río Negro - El Palo | 169,60                |
|               | Ruta 40       | Transversal  | Buenaventura - Citronela - Córdoba - Loboguerrero - Cruce Ruta 25 (Buga) // La Paila - Club Campestre - Armenia - Calarcá - La Línea - Cajamarca - Ibagué - Cruce Ruta 45 (Espinal) - Chicoral - Girardot - Fusagasugá - Silvania - Bogotá D. C. - Villavicencio - Puerto López - Puerto Gaitán - Puente Arimena - La Arepa // Juriepe - Puerto Carreño                                                                                  | 1122,08               |
|               | Ruta 43       | Troncal      | Cruce Tesalia - Tesalia - Teruel // Ibagué - Mariquita // El Banco - San José - Ye de Arjona | 278,75                |
|               | Ruta 45       | Troncal      | Puente Internacional San Miguel - Santa Ana - Ye de Urcusique - Mocoa - San Juan de Villalobos - Pitalito - Garzón - Río Loro - Neiva - Natagaima - Castilla - Espinal - Girardot - Cambao - Cruce Ruta 50 // Honda - Puerto Salgar - Caño Alegre - Río Hermitaño - La Lizama - San Alberto - La Mata - San Roque - Bosconia - Río Ariguaní - Aracataca - Ye de Ciénaga                                                                  | 1735,63               |
|               | Ruta 45A      | Troncal      | Bogotá D. C. - Cajicá - Zipaquirá - Ubaté - Chiquinquirá - Puente Nacional - Barbosa - San Gil - Bucaramanga - La Cemento - Río Negro - San Alberto | 520,64                |
|               | Ruta 48       | Transversal  | Ansermanuevo - Cartago | 11,90                 |
|               | Ruta 49       | Troncal      | San Roque - La Paz - Río Pereira - San Juan del Cesar - Buenavista | 218,24                |
|               | Ruta 50       | Transversal  | El Afirmado - Las Ánimas - Santa Cecilia - Asia // Tres Puertas - La Manuela - Estación Uribe - Manizales - Puente La Libertad - Fresno - Mariquita - Honda - Villeta - Tobiagrande - Bogotá D. C. - Los Patios - Guasca | 765,36                |
|               | Ruta 55       | Troncal      | Bogotá D. C. - La Caro - Tocancipá - Chocontá - Tunja - Duitama - La Palmera - Presidente - Pamplona - Los Patios - Cúcuta - Puerto Santander - Puente Internacional Pedro de Hevia | 850,74                |
|               | Ruta 56       | Transversal  | Medellín - Las Palmas - Don Diego - La Unión - Sonsón // Yacopí - La Palma - (Cruce Ruta 45A -Zipaquirá - Ubaté) // Chocontá - Brisas - Guateque - El Secreto - Aguaclara | 312,74                |
|               | Ruta 60       | Transversal  | Quibdó - La Mansa - Peñalisa - Bolombolo - Primavera // Medellín - Santuario - Peaje Cocorná - Cruce Ruta 45 (Caño Alegre) // Cruce Ruta 45 (Dos y Medio-Puerto Boyacá) - Otanche - Pauna - Chiquinquirá - Sáchica - Tunja - Páez | 771,21                |
|               | Ruta 62       | Transversal  | Turbo - Chigorodó - El Tigre - Dabeiba - Cañasgordas - Santafé de Antioquia - Puente Aurra - Medellín // Hatillo - Barbosa - Cisneros - Alto de Dolores - Puerto Berrío - Puerto Olaya - Cruce Ruta 45 // Puerto Araujo - Landázuri - Barbosa - Tunja - Cruce Ruta 55 (Duitama) - La Ye - Tibasosa - Sogamoso - El Crucero - Aguazul | 876,03                |
|               | Ruta 64       | Transversal  | Cruce a Guane - San Gil - Onzaga // Belén - Sácama - Cruce Ruta 65 (La Cabuya) | 269,31                |
|               | Ruta 65       | Troncal      | Villagarzón - Puerto Bello - San José del Fragua - Florencia - Puerto Rico - Mina Blanca // San José del Guaviare - Cruce Puerto Rico - Ye de Granada - Granada - Río Ocoa - Villavicencio - Barranca de Upía - Monterrey - Aguazul - Yopal - Paz de Ariporo - La Cabuya - Saravena | 1215,74               |
|               | Ruta 65A      | Troncal      | La Uribe - Ye de Granada | 118,23                |
|               | Ruta 66       | Transversal  | Barrancabermeja - Cruce Ruta 45 (La Lizama) // Cruce Ruta 45 (La Fortuna) - Lebrija - Palenque - Bucaramanga - Cuestaboba - Pamplona // La Lejía - Saravena // Tame - Corocoro - Arauca - Puente Internacional José Antonio Páez | 552,49                |
|               | Ruta 70       | Transversal  | Gamarra - Aguachica // Aguaclara - Río de Oro - Ocaña - Alto del Pozo - Sardinata - El Zulia - Cúcuta - Puente Internacional Simón Bolívar | 314,74                |
|               | Ruta 74       | Transversal  | Puerto Rey - Montería // Cereté - Cruce Ruta 25 (La Ye) // El Viajano - San Marcos - Guayepo - Achí | 289,10                |
|               | Ruta 75       | Troncal      | Calamar - San José del Guaviare | 73,60                 |
|               | Ruta 78       | Transversal  | Lorica - Chinú // Puerta de Hierro - Magangué - Yatí // La Bodega - Mompós - Guamal - El Banco - Tamalameque - El Burro | 278,15                |
|               | Ruta 80       | Transversal  | El Carmen de Bolívar - Plato - Nueva Granada - El Difícil - Pueblo Nuevo - Bosconia - Valledupar - La Paz | 377,27                |
|               | Ruta 85       | Troncal      | Leticia - Tarapacá (PR 25+000) | 20,61                 |
|               | Ruta 88       | Transversal  | Cuestecitas - Paradero - Maicao | 104,01                |
|               | Ruta 90       | Transversal  | Turbo - Necoclí - Puerto Rey // Moñitos - San Bernando del Viento - Lorica - Coveñas - San Onofre - María la Baja - Cruz de Viso - Cartagena - Pensales - Barranquilla - Santa Marta - Río Palomino - Riohacha - Paraguachón | 958,22                |
|               | Ruta 90A      | Transversal  | Cartagena - Lomita Arena - Barranquilla | 109,65                |

### Rutas Nacionales Antiguas
De las 69 Rutas Nacionales planteada inicialmente en la Resolución 3700 de 1995, 21 rutas han sido eliminadas. entre sus principales causas están las siguientes:
- Redefinición de trazados por ser muy insuficientes para mantener su categoría de Ruta Nacional y fueron reclasificadas en otras ruta para el desarrollo de nuevos proyectos.
- Rutas de muy poca transitabilidad y de poca importancia nacional (no conectan ciudades ni regiones importantes) por lo cual pasaron a ser carreteras secundarias a cargo de los departamentos o como carreteras terciarias a cargo de departamentos y municipios.
- Rutas que fueron planeadas pero a a fecha nunca fueron construidas, solamente hay carreteables o caminos no aptos para vehículos, sin planes a corto o mediano plazo para su construcción o cuyos proyectos establecen trazados alternativos.

Las Rutas Nacionales eliminadas son las siguientes:

| Identificador | Ruta Nacional | Tipo de Ruta | Recorrido Establecido | Situación Actual |
| ------------- | ------------- | ------------ | --- | --- |
|               | Ruta 15       | Troncal      | Medellín - Santafé de Antioquia - Cativo - Manglar - Dabeiba - Chigorodó - Turbo | Parte de la Ruta 62 |
|               | Ruta 22       | Transversal  | Popayán - Patico - Puracé - Santa Leticia - Candelaria - Belén - La Plata | Parte de la Ruta 24 |
|               | Ruta 25A      | Troncal      | Cruce Villa Rica - Cali (Río Lili) - Yumbo - Mediacanoa - Riofrío - Roldanillo - La Unión - El Amparo - Ansermanuevo - Cruce Ruta 25 (La Virginia) | Parte de la Ruta 23 |
|               | Ruta 25C      | Troncal      | T. de Hatillo - Barbosa - Gómez Plata - Amalfi - Zaragoza - Caucasia | Parte de la Red Secundaria y terciaria departamental. El Tramo entre Zaragoza y Caucasia está incluido en le Proyecto 4G - AUTOPISTAS CONEXION NORTE                 |
|               | Ruta 32       | Transversal  | El Pailón - Sabaletas - El Salado - cruce ruta 19 (K. 21) // Cali -Juanchito - Crucero la Industria. | Parte de la Red Secundaria y terciaria departamental |
|               | Ruta 33       | Troncal      | Manizales - Neira - Aranzazu - Salamina - Aguadas - Arma - Cruce Ruta 25 (La Pintada) | Parte de la Red Secundaria y terciaria departamental |
|               | Ruta 34       | Transversal  | Palmira - Ataco - Colombia - El Totumo - La Uribe | Ruta planeada pero nunca construida o definida. Sin embargo su trazado está incluido en el Proyecto Transversal Pacífico Orinoquía establecido en el PMTI 2015-2035. |
|               | Ruta 38       | Transversal  | Cruce Ruta 40 (Puente Arimena) - La Arepa - Gaviotas - Guacamayas - Cumaribo - Santa Rita - Puerto Nariño. | Parte de la Red Secundaria y terciaria departamental |
|               | Ruta 39       | Troncal      | Petaqueros - Manzanares - Pensilvania | Parte de la Red Secundaria y terciaria departamental |
|               | Ruta 40A      | Transversal  | Buga - Sitio Intermedio - Melgar | Ruta planeada pero nunca construida o definida. |
|               | Ruta 41       | Troncal      | Puerto Berrío - Remedios - Zaragoza (Cruce Ruta 25C) | Parte de la Red Secundaria y terciaria departamental. El Tramo entre Remedios y Zaragoza está incluido en le Proyecto 4G - AUTOPISTAS CONEXION NORTE                 |
|               | Ruta 42       | Transversal  | Villavicencio - Puerto Porfía | Parte de la Red Secundaria y terciaria departamental |
|               | Ruta 47       | Troncal      | Prado - Purificación - Cunday - Carmen de Apicalá - Melgar // Girardot - Apulo - Anapoima - Mosquera - (Cruce Ruta 50) - Cota - Cruce Ruta 45A (Chía) // Vado Real - La Paz - Santa Helena - El Topón - El Carmen - Cruce Ruta 64 (San Vicente) // La Ye (cruce ruta 64) - Germania - La Renta // Malpaso - Cáchira - Carmen de Nazareth - Villacaro - Alto del Pozo | Parte de la Red Secundaria y terciaria departamental. El tramo entre Girardot y Cruce Ruta 45A (Chía) se encuentra en concesión departamental.                       |
|               | Ruta 50A      | Transversal  | Puente La Libertad (Manizales) - Termales - El Arbolito - Murillo - Líbano - Armero - Cambao - La Rioja Vianí - Bituima - Chuguacal | Parte de la Red Secundaria y terciaria departamental. El Tramo entre El Arbolito y Cambao se incluye en el Proyecto 4G IP - CAMBAO - MANIZALES                       |
|               | Ruta 52       | Transversal  | Cruce Ruta 39 (Manzanares) - Marquetalia - Victoria - Guarinó (Cruce Ruta 45) | Parte de la Red Secundaria y terciaria departamental |
|               | Ruta 57       | Troncal      | Duitama - La Cantera - Charalá - San Gil | Parte de la Red Secundaria y terciaria departamental. El tramo entre La Cantera y San Gil se encuentra en concesión departamental.                                   |
|               | Ruta 58       | Transversal  | Quibdó - La Mansa - Remolino - Bolombolo - La Albania - T. de Amagá - Primavera (cruce ruta 25)/Medellín - Guarne - Santuario - La Piñuela - río Dormilón - puente Puerto Triunfo - cruce ruta 45 (Caño Alegre)/ Honda - Guaduas - Villeta - Tobiagrande - La Vega - Santafé de Bogotá (puente El Cortijo).                                                          | Parte de la Ruta 60 (Quibdó - Caño Alegre). Parte de la Ruta 50 (Honda - Bogotá).                                                                                    |
|               | Ruta 61       | Troncal      | Guayatá - Guateque - Tenza - Garagoa - Tunja - Toca - Pesca - Sogamoso // Puente Blanco (cruce ruta 62) - Tasco - Santa Teresa (cruce ruta 64) | Parte de la Red Secundaria y terciaria departamental |
|               | Ruta 68       | Transversal  | Pamplona - La Lejía - Chorrocolorado - Samoré - Bojabá - Saravena - La Esmeralda - río Lipa - Arauca. | Parte de la Ruta 66 |
|               | Ruta 86       | Transversal  | Salamina - Pivijay - Medialuna - Piñuela - Fundación | Parte de la Red Secundaria y terciaria departamental |
|               | Ruta 95       | Troncal      | Puerto Inírida - Puerto Nariño - La Ye - Puerto Carreño | Parte de la Red Secundaria y terciaria departamental. El tramo entre Puerto Inírida y La Ye no existe.                                                               |

## Red primaria
La red primaria es la red Nacional de Carreteras que se encuentra a cargo del INVIAS quien es la responsable de su construcción, mantenimiento y operación. No obstante a finales del siglo XX y comienzos del siglo XXI se han entregado algunas vías importantes a empresas privadas por medio de concesiones inspeccionadas por la Agencia Nacional de la Infraestructura ANI (anteriormente Instituto Nacional de Concesiones), las cuales por medio de peajes, vigencias futuras y algunas actividades comerciales adicionales se encargan de la construcción, operación y mantenimiento de las vías.  
Por medio del Decreto 1735 del 2001 se hizo una clasificación especial de las Rutas nacionales teniendo en cuenta estrategias de inversión y priorización de los corredores como guía de desarrollo para el futuro. Muchos de los proyectos viales futuros siguieron estos lineamientos y se toman como base para el desarrollo de futuros proyectos.  

### Troncales
Carreteras con dirección predominante norte-sur, que inician su recorrido en las fronteras internacionales y terminan en los puertos del Mar Caribe o en fronteras internacionales. Las rutas troncales existentes son:
| - Troncal Central - Troncal Central del Norte - Troncal de Occidente - Troncal del Carbón | - Troncal del Eje Cafetero - Troncal del Magdalena - Troncal Villagarzón - Saravena - Paralela del Rio Magdalena |

### Transversales
Carreteras con dirección occidente-oriente que unen las troncales entre sí, cuyo volumen de tránsito esté justificado y que comuniquen con los países limítrofes o con los puertos de comercio internacional.
| - Transversal Buenaventura - Villavicencio - Puerto Carreño - Transversal Buga - Puerto Inirida - Transversal Carmen - Bosconia - Valledupar - Maicao - Puerto Bolivar - Transversal Corredor Fronterizo del Oriente Colombiano - Transversal del Carare - Transversal del Caribe - Transversal Depresión Momposina - Transversal Guane - San Gil - Mogotes - La Rosita - Transversal Huila - Cauca - Transversal Las Animas - Bogotá | - Transversal Medellin - Bogotá - Transversal Neiva - San Vicente - Transversal Puerto Boyacá - Monterrey - Transversal Puerto Rey - Tibú - Transversal Rosas Condagua - Transversal Tribuga - Arauca - Transversal Tumaco - Leticia - Popayán - Paletará - San Jose de Isnos - Pitalito - San Agustin - Ruta de Los Libertadores |

### Alternas
Carreteras paralelas a una troncal o transversal, con un volumen de tránsito menor y en ocasiones no poseen tramos continuos. Pero que son alternativa de tránsito y desarrollo de futuros proyectos viales.
| - Alterna Transversal del Caribe - Alternas a la Transversal Buenaventura - Villavicencio - Puerto Carreño - Alternas a la Transversal Buga - Puerto Inirida - Alternas a la Transversal del Caribe - Alternas a la Transversal Huila - Cauca - Alternas a la Troncal Central | - Alternas a la Troncal Central del Norte - Alternas a la Troncal de Occidente - Alternas a la Troncal de Uraba - Alternas a la Troncal del Magdalena - Alternas a la Troncal Villagarzon - Saravena - Vía Alterna al Puerto de Tumaco |

### Accesos
Carreteras que de acuerdo con su factibilidad técnica y económica, permiten unir las capitales de departamento con la red conformada con los anteriores criterios. Esta puede ser de carácter intermodal.
| - Acceso a Armenia - Acceso a Cali - Acceso a Cartagena - Acceso a Cucuta y Venezuela - Acceso a Florencia - Acceso a Ipiales - Acceso a Leticia - Acceso a Manizales - Acceso a Mitú | - Acceso a Montería - Acceso a Ocaña - Acceso a Pereira - Acceso a Samaniego - Acceso a Sincelejo - Acceso Transversal Carmen - Bosconia - Acceso Troncal del Magdalena - Accesos a Yopal |

### Conexiones
Las conexiones son carreteras que a pesar de su bajo volumen aún pertenecen a la Red Primaria Nacional y permiten unir las troncales. 
| - Conexion Alternas a la Transversal del Caribe - Troncal de Occidente - Conexión Colombia - Venezuela - Conexión Costa Pacifica - Troncal de Occidente - Conexión Transversal Buenaventura - Puerto Carreño y Troncal Central del Norte - Conexión Transversal del Caribe - Troncal de Occidente - Conexión Transversal Tumaco - Leticia y Ecuador | - Conexión Troncal Central del Norte - Troncal Villagarzon - Saravena - Conexión Troncal Central del Norte con Troncal Central - Conexión Troncal de Occidente - Transversal Las Animas - Bogotá - Conexión Troncal del eje Cafetero - Transversal Buenaventura - Puerto Carreño - Conexion Troncal del Eje Cafetero - Transversal Las Animas - Bogotá - Conexiones Troncal Central - Troncal Central del Norte |

### Circunvalares
Las carreteras circunvalares parten y finalizan en un mismo punto o hacen un trayecto circular. Es muy común en territorios insulares y en Colombia ocurre en las Islas de San Andrés y Providencia.
| - Circunvalares de San Andrés y Providencia |

### Circuitos
Los circuitos son carreteras establecidas para fomentar el desarrollo, comercial, industrial o turístico de una región determinada.
| - Circuito Cali - Palmira - Circuito de las Provincias de Rionegro y Bajo Magdalena | - Circuito Medellin - Valle de Rionegro - Circuitos Ecoturisticos Huila - Cauca |

### Carreteras Internacionales
Las carreteras internacionales son vías cuya construcción se ha comprometido el Gobierno Nacional con gobiernos extranjeros, mediante convenios o pactos internacionales en Colombia se tiene la Carretera Panamericana y la Carretera Marginal de la Selva. 
| - Carretera Panamericana | - Carretera Marginal de la Selva |

## Proyectos actuales

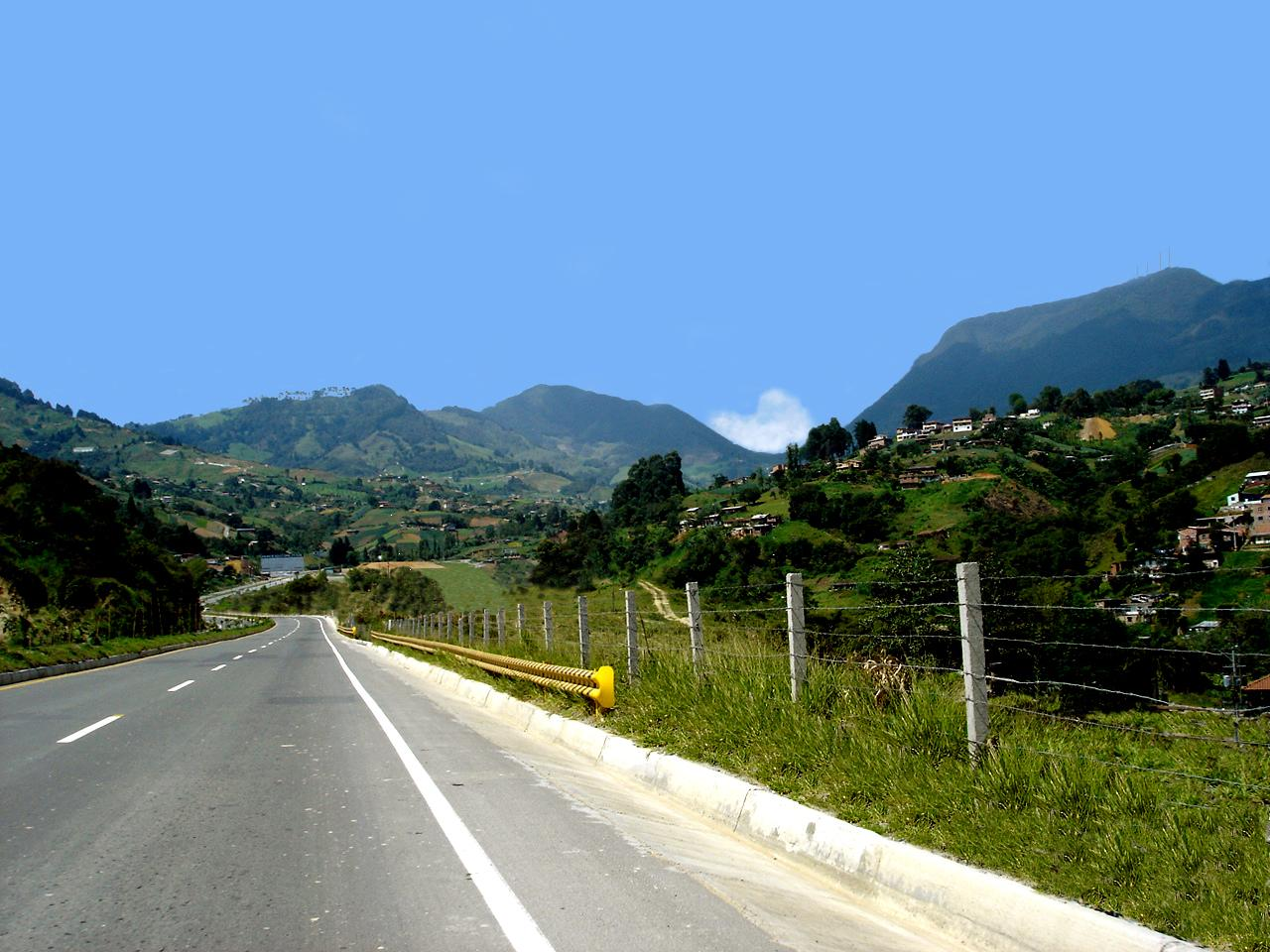
Carretera Medellín-Urabá.

En los últimos años se han iniciado proyectos viales significativos, cuyo objetivo principal es mejorar la competitividad del país. Colombia está ubicado en el puesto 108 en calidad de vías entre 142 países según el Foro Económico Mundial, derivando en altos costos de transporte de bienes y personas a través del país y a los puertos. Viendo esta Situación por medio del INVIAS y la ANI se han venido desarrollando grandes avances en la infraestructura vial. Los Principales Proyectos se dividen de la siguiente manera:

### Vías de Primera Generación
Las Vías de Primera Generación fueron proyectos que iniciaron durante el gobierno de Ernesto Samper(1994-1998), entre los principales aspectos de esta primera generación es el desarrollo de un sistema vial perimetral para las ciudades principales y que por primera vez se empiezan a ver autovías en el país. También la creación de variantes, viaductos y túneles para reducir el tiempo y la distancias entre ciudades. En esta primera Generación se construyen obras como la Autopista del Café; la doble calzada entre Bogotá y Briceño; la Autopista al Llano en 90 minutos (con obras como el Viaducto Pipiral o el Túnel Misael Pastrana Borrero) entre otros. Los contratos tiene una vigencia entre 20 y 30 años de los cuales algunos ya han finalizado, otros se han renovado y otros se han cambiado por nuevos proyectos incluidos en las Vías de Cuarta Generación.
| Cod. ANI | Nombre Proyecto                                   | Concesión                                           | Etapa                                           |
| -------- | ------------------------------------------------- | --------------------------------------------------- | ----------------------------------------------- |
| 1G001    | Malla Vial del Meta                               | SIN CONCESIÓN                                       | Reversado                                       |
| 1G002    | Bogotá - La Vega - Villeta                        | CONCESION SABANA DE OCCIDENTE S.A.                  | Operación                                       |
| 1G003    | Santa Marta - Riohacha - Paraguachón              | CONCESIÓN SANTA MARTA PARAGUACHON                   | Operación                                       |
| 1G004    | Bogotá - Villavicencio                            | CONCESIONARIA VIAL DE LOS ANDES SAS COVIANDES S A S | Finalizado (entregado a COVIANDINA)             |
| 1G005    | Cartagena - Barranquilla “Vía al mar”             | CONSORCIO VIA AL MAR                                | Finalizado (entregado a CONCESION COSTERA)      |
| 1G006    | Desarrollo Vial del Norte de Bogotá - DEVINORTE   | UNION TEMPORAL DEVINORTE                            | Finalizado (entregado a ACCESOS NORTE BOGOTA)   |
| 1G007    | Bogotá (Fontibón) - Faca - Los Alpes              | CONCESIONES CCFC S.A.                               | Finalizado                                      |
| 1G008    | Neiva - Espinal - Girardot                        | CSS CONSTRUCTORES S.A.                              | Finalizado (entregado a AUTOVIA NEIVA GIRARDOT) |
| 1G009    | Desarrollo Vial del Oriente de Medellín - DEVIMED | DEVIMED S.A.                                        | Operación                                       |
| 1G010    | Armenia - Pereira - Manizales                     | AUTOPISTAS DEL CAFE S.A                             | Operación                                       |

### Vías de Segunda Generación
Las Vías de Segunda Generación fueron proyectos que iniciaron durante el gobierno de Andrés Pastrana (1998-2002), en esta generación solamente se iniciaron dos proyectos que fueron el Desarrollo de la Malla Vial del Valle del Cauca y del Cauca, con una vigencia de 45 años, y la vía El Vino - Tobíagrande - Puerto Salgar - San Alberto cuyo contrato fue posteriormente liquidado por polémicas relacionadas con el trazado de la vía. Durante el Período 1998-2002 hubo una fuerte crisis económica que frenó muchos proyectos de desarrollo vial. Así mismo el recrudecimiento del Conflicto Interno Armado no hizo un atractivo el desarrollo de nuevos proyectos viales bajo la modalidad de concesión.
| Cod. ANI | Nombre Proyecto                                     | Concesión                                                  | Etapa      |
| -------- | --------------------------------------------------- | ---------------------------------------------------------- | ---------- |
| 2G001    | Malla Vial del Valle del Cauca y Cauca              | UNION TEMPORAL DESARROLLO VIAL DEL VALLE DEL CAUCA Y CAUCA | Finalizado |
| 2G002    | El Vino - Tobíagrande - Puerto Salgar - San Alberto | CONSORCIO COMSA                                            | Reversado  |

### Vías de Tercera Generación
Las Vías de Tercera Generación fueron proyectos que iniciaron mayormente en el gobierno de Álvaro Uribe (2002-2010). En la tercera Generación se desarrollaron nuevos proyectos con base a mejorar la competitividad del país y se ejecutaron una considerable cantidad de concesiones para el desarrollo vial. Obras como la doble calzada Briceño - Tunja - Duitama, La doble Calzada Bogotá - Ibagué y el Proyecto de la Ruta del Sol forman parte de esta Generación. No obstante, algunos proyectos viales estuvieron involucrados en escándalos por sobrecostos y demoras como la Doble Calzada Bogotá - Girardot o por escándalos a nivel internacional como el escándalo Odebrecht que afecto el proyecto del Sector 2 de la Ruta del Sol y que tuvieron que ser entregados a nuevos contratistas.

| Cod. ANI | Nombre Proyecto                        | Concesión                                                          | Etapa                                                   |
| -------- | -------------------------------------- | ------------------------------------------------------------------ | ------------------------------------------------------- |
| 3G001    | Briceño - Tunja - Sogamoso             | CSS CONSTRUCTORES S.A                                              | Operación                                               |
| 3G002    | Bosa - Granada - Girardot              | SOCIEDAD CONCESIÓN AUTOPISTA BOGOTA - GIRARDOT S.A.                | Finalizado (entregado a VIA 40 EXPRESS)                 |
| 3G003    | Pereira - La Victoria                  | CONCESIONARIA DE OCCIDENTE S.A.                                    | Finalizado                                              |
| 3G004    | Zona Metropolitana Bucaramanga         | AUTOPISTAS DE SANTANDER S.A.                                       | Reversado                                               |
| 3G005    | Rumichaca - Pasto                      | DESARROLLO VIAL DE NARIÑO S.A. (DEVINAR S.A.)                      | Reversado                                               |
| 3G006    | Córdoba - Sucre                        | AUTOPISTAS DE LA SABANA S.A.                                       | Finalizado                                              |
| 3G007    | Área Metropolitana de Cúcuta           | CONCESIONARIA SAN SIMÓN S.A.                                       | Finalizado                                              |
| 3G008    | Ruta Caribe                            | AUTOPISTAS DEL SOL S.A.                                            | Finalizado (entregado a AUTOPISTAS DEL CARIBE)          |
| 3G009    | Girardot - Ibagué - Cajamarca          | CONCESIONARIA SAN RAFAEL S.A.                                      | Finalizado (entregado a APP GICA)                       |
| 3G010    | Ruta del Sol - Sector 1                | CONSORCIO VIAL HELIOS                                              | Finalizado                                              |
| 3G011    | Ruta del Sol - Sector 2                | CONCESIONARIA RUTA DEL SOL S.A.S                                   | Reversado                                               |
| 3G012    | Ruta del Sol - Sector 3                | CONCESIONARIA YUMA S.A.                                            | Construcción                                            |
| 3G013    | Transversal de las Américas - Sector 1 | CONSORCIO VÍAS DE LAS AMÉRICAS S.A.                                | Finalizado (entregado a AUTOPISTAS URABA y RUTA AL MAR) |
| 3G014    | Zipaquirá - Palenque                   | SOCIEDAD CONCESIONARIA VIAL DE COLOMBIA - CONVICOL S.A.S           | Finalizado                                              |
| 3G015    | Buga - Loboguerrero                    | CONCESIONARIO LOBOGUERRERO BUGA SOCIEDAD POR ACCIONES SIMPLIFICADA | Reversado                                               |

### Vías de Cuarta Generación[25]
Las Vías de Cuarta Generación fueron proyectos que iniciaron en el gobierno de Juan Manuel Santos (2010-2018) y ha sido el más ambicioso que los demás gobiernos en la historia de Colombia, ya que se han ejecutado más proyectos viales que en las generaciones anteriores. 
Una diferencia notable con respecto a los proyectos anteriores, es que el Estado ya no realizaba anticipos a las concesiones para la iniciación de los proyectos sino que las concesiones deben asumirlo en la etapa CAPEX con recursos propios (20%-25%) y el resto con endeudamiento (70%-75%). Cuando las obras se encuentren finalizadas (las cuales no tendrán una duración mayor a 5 años, salvo algunas excepciones) El estado hará los aportes respectivos, así como la concesión podrá obtener ingresos por peajes y actividades comerciales. Con esto se busca acabar con los sobrecostos en las obras que han sido foco de mucha corrupción y agilizar la construcción de las obras con materiales de calidad pues ya hay un marco jurídico más completo mediante la Ley de Asociaciones Público-Privadas (APP o Ley 1508 de 2012) y la Ley de Infraestructura (Ley 1682 de 2013).
Se hizo una división por Olas de acuerdo a la fechas de firmas de contrato y para la cuarta generación se tienen en cuenta las IP (Iniciativas Privadas) las cuales son proyectos propuestos con empresas privadas para la construcción o mejoramiento de nueva vías y la aprobación por parte del INVIAS y la ANI. 
| Cod. ANI | Nombre Proyecto                                                 | Concesión                                                  | Etapa            |
| -------- | --------------------------------------------------------------- | ---------------------------------------------------------- | ---------------- |
| 4G002    | Autopista Conexión Pacífico 1                                   | CONCESIONARIA VIAL DEL PACÍFICO S.A.S - COVIPACÍFICO S.A.S | Construcción     |
| 4G003    | Autopista Conexión Pacífico 2                                   | CONCESIÓN LA PINTADA S.A.S                                 | Operación        |
| 4G004    | Autopista Conexión Pacífico 3                                   | CONCESIÓN PACIFICO TRES S.A.S                              | Operación        |
| 4G005    | Cartagena - Barranquilla - “Circunvalar de la Prosperidad”      | CONCESIÓN COSTERA - CARTAGENA BARRANQUILLA S.A.S           | Operación        |
| 4G006    | Perimetral de Oriente de Cundinamarca                           | PERIMETRAL ORIENTAL DE BOGOTA S.A.S                        | Reversado        |
| 4G007    | Autopistas Conexión Norte                                       | AUTOPISTAS DEL NORDESTE S.A.S                              | Operación        |
| 4G008    | Honda - Puerto Salgar - Girardot                                | CONCESIÓN ALTO MAGDALENA S.A.S                             | Operación        |
| 4G009    | Mulaló - Loboguerrero                                           | CONCESIONARIA NUEVA VÍA AL MAR S.A.S                       | Pre-Construcción |
| 4G010    | Autopista al Río Magdalena                                      | AUTOPISTA RIO MAGDALENA S.A.S                              | Construcción     |
| 4G011    | IP - GICA                                                       | APP GICA S.A                                               | Construcción     |
| 4G012    | IP - Malla vial del Meta                                        | CONCESION VIAL DE LOS LLANOS S.A.S                         | Construcción     |
| 4G013    | IP - Chirajara - Fundadores                                     | CONCESIONARIA VIAL ANDINA S.A.S. COVIANDINA SAS            | Operación        |
| 4G014    | IP - Cesar - Guajira                                            | CONSTRUCCIONES EL CONDOR S.A                               | Reversado        |
| 4G015    | IP - Cambao - Manizales                                         | CONCESIONARIA ALTERNATIVAS VIALES S.A.S                    | Operación        |
| 4G016    | IP - Antioquia - Bolívar                                        | CONCESION RUTA AL MAR S.A.S                                | Construcción     |
| 4G017    | IP - Neiva - Girardot                                           | AUTOVIA NEIVA GIRARDOT S.A.S                               | Operación        |
| 4G018    | Puerta de Hierro - Palmar de Varela y Carreto - Cruz del Viso   | SOCIEDAD CONCESIONARIA VIAL MONTES DE MARIA S.A.S          | Operación        |
| 4G019    | Transversal del Sisga                                           | CONCESIÓN TRANSVERSAL DEL SISGA S.A.S.                     | Operación        |
| 4G020    | Villavicencio - Yopal                                           | CONCESIONARIA VIAL DEL ORIENTE S.A.S. - COVIORIENTE S.A.S  | Construcción     |
| 4G021    | Popayán - Santander de Quilichao                                | NUEVO CAUCA S.A.S                                          | Construcción     |
| 4G022    | Santana - Mocoa - Neiva                                         | RUTA AL SUR S.A.S                                          | Construcción     |
| 4G023    | Bucaramanga - Barrancabermeja - Yondó                           | CONCESIONARIA RUTA DEL CACAO S.A.S.                        | Construcción     |
| 4G024    | Autopistas al Mar 1                                             | DESARROLLO VIAL AL MAR S.A.S                               | Operación        |
| 4G025    | Rumichaca - Pasto                                               | CONCESIONARIA VIAL UNION DEL SUR S.A.S                     | Operación        |
| 4G026    | Autopistas al Mar 2                                             | AUTOPISTAS URABA S.A.S                                     | Construcción     |
| 4G028    | IP - Vías del Nus                                               | CONCESION VIAS DEL NUS - VINUS S.A.S.                      | Operación        |
| 4G029    | IP - Vía al Puerto                                              | VIA PACIFICO S.A.S.                                        | Reversado        |
| 4G030    | Bucaramanga - Pamplona                                          | AUTOVIA BUCARAMANGA PAMPLONA S.A.S.                        | Reversado        |
| 4G031    | Pamplona - Cúcuta                                               | UNIÓN VIAL RÍO PAMPLONITA S.A.S.                           | Construcción     |
| 4G032    | IP - Ampliación a tercer carril doble calzada Bogotá - Girardot | VÍA 40 EXPRESS S.A.S.                                      | Construcción     |
| 4G033    | IP - Accesos Norte a Bogotá                                     | ACCESOS NORTE DE BOGOTÁ S.A.S.                             | Construcción     |
| 4G034    | Ruta Caribe 2 - Corredor de carga Cartagena - Barranquilla      | AUTOPISTAS DEL CARIBE S.A.S.                               | Reversado        |

### Vías de Quinta Generación[27]
En la agenda pública del gobierno de Iván Duque (2018-2022) y el gobierno de Gustavo Petro (2022-2026) hay un paquete de obras de infraestructura vial sin adjudicar que son prioritarias para el país y que se deben sacar adelante sí o sí entre 2020 y 2025. Por un lado están los proyectos que se han intentado hacer años atrás y ya están más maduros en estudios y diseños; y, por el otro, obras que son necesarias y se deben hacer, pero que apenas se están estructurando y se enfrentarán al reto de cómo financiarlas.
De acuerdo con la ANI, en el futuro inmediato, año 2020, se está buscando completar los corredores principales. Entre las obras más avanzadas y de importancia nacional están la nueva concesión para Ruta del Sol I, incluyendo Guaduas-Villeta, que ya está en fase de factibilidad (una Iniciativa Privada de Mario Huertas) y la Troncal del Magdalena (Ruta del Sol II), que se frenó por el ya conocido caso Odebrecht, y que está planeada en dos segmentos.
También está, en Bogotá, el tramo ALO Sur, una vía de 24 kilómetros que conectará el peaje de Chusacá con la calle 13 y mejorará la conexión entre Bogotá y Girardot, ya que es una de las salidas de la capital con mayor congestión. Lo mismo sucede con la movilidad del norte de la ciudad y para ello el plan es Accesos Norte, que ampliará a cinco carriles por sentido la Autopista Norte desde la calle 245 hasta La Caro y construirá una doble calzada en la Carrera Séptima.
De este grupo hace parte la iniciativa privada El Santuario (Antioquia)-Caño Alegre; un tramo de 110 kilómetros que pasa por Cocorná, San Luis, San Francisco y Puerto Triunfo, va a completar la doble calzada de Medellín-Bogotá. El proyecto, en etapa de factibilidad, contempla dos túneles que suman 2,7 kilómetros, 11 puentes, 16 retornos y una variante en Doradal. Se espera que su construcción inicie en 2022.
La nueva Malla Vial del Valle del Cauca - Accesos Cali también forma parte de los proyectos adelantados. Según la ANI, se requieren inversiones por $7,3 billones para finalizar más de 400 kilómetros en vías del departamento. La idea es que sean desarrollados por tres concesiones. Sus adjudicaciones están previstas para el primer semestre de 2020. Este plan incluye el corredor Buga-Buenaventura, donde se realizará rehabilitación de la actual vía y construcción de la doble calzada (113 kilómetros). En 2016 esta obra se adjudicó al concesionario Vía Pacífico (CASS Constructores, Conconcreto y Carlos Alberto Solarte), pero por fallas en sus unidades funcionales se revirtió el contrato y se debe volver a adjudicar. 
El presidente Duque ha dado instrucción de trabajar especialmente en la vía Popayán-Pasto, un tema que apenas está empezando. Además, la ANI ha recibido propuesta de iniciativa privada para un corredor entre Calarcá-La Paila y Tunja-Moniquirá-Barbosa. Esta última es prioritaria para eventualmente tener el corredor completo desde Boyacá hasta Bucaramanga, Santander.
En materia aeroportuaria, hay planes inmediatos para mejorar el Aeropuerto Internacional El Dorado, ampliar los parqueaderos y los puentes de abordaje. Se espera que avancen en 2020 y 2021 las mejoras. Además, se estudian las ampliaciones y mejoramientos de los aeropuertos de Cali, Buenaventura, Cartagena, San Andrés, Neiva e Ibagué. 
Otros planes puestos sobre la mesa tienen que ver con la reactivación de las vías férreas: el Tren de Cercanías de la Sabana de Bogotá a Zipaquirá, la rehabilitación del corredor férreo Bogotá-La Dorada, el tranvía en la carrera 30 en Barranquilla para ir al Aeropuerto y el Tren Ligero de Rionegro (Antioquia). También existe un borrador para hacer un tren que una el sur del Atlántico con el ferrocarril que va de Chiriguaná a Santa Marta y de ahí conecte a Barranquilla y Cartagena.
La pregunta del millón
¿Cómo se van a financiar las próximas obras de infraestructura? Según Francisco Lozano, presidente de la Financiera de Desarrollo Nacional (FDN), para 2020 los proyectos de infraestructura requerirán más de $12 billones en recursos de deuda, y la participación de la FDN sería de 15% a 20%. 
“Estimamos que se distribuirán así: 60% para carreteras; 30% para transporte férreo y puertos; 10% para otros sectores como energía renovable no convencional y para infraestructura social”, puntualiza.
Para Germán Pardo, presidente de la Escuela Colombiana de Ingeniería y presidente de la Sociedad Colombiana de Ingenieros (SCI), “hay una gran confianza en el país en cuanto a inversión se refiere. Destaca la entrada de ISA al mercado de infraestructura porque va a diversificar las inversiones.
“Es una gran noticia para el sector. Es lo que venimos esperando desde hace algún tiempo: que haya jugadores nuevos a nivel financiero que garanticen que con recursos internos se harán algunas de las obras y con los recursos frescos que vienen del exterior se logren consolidar algunos otros proyectos”, concluye Pardo.
Lo que pase con la Ley de Financiamiento será clave para determinar el techo fiscal que para el sector transporte estaría copado. Si la economía evoluciona favorablemente, y dependiendo de lo que pase el próximo año, se podría liberar o ampliar algo del techo.
Por ahora, con la llegada de más inversionistas extranjeros interesados en participar en los proyectos, el sector mantendrá su dinamismo, mientras que el país espera por la inauguración de las obras.
| Cod. ANI | Nombre Proyecto                                                                 | Concesión                                              | Etapa                         |
| -------- | ------------------------------------------------------------------------------- | ------------------------------------------------------ | ----------------------------- |
| 5G001    | Buga – Buenaventura                                                             | UNION VIAL CAMINO DEL PACIFICO S.A.S.                  | Construcción                  |
| 5G002    | Nueva Malla Vial del Valle del Cauca – Accesos Cali                             | CONCESIONARIA RUTAS DEL VALLE S.A.S.                   | Construcción                  |
| 5G003    | Puerto Salgar – Barrancabermeja (Ruta del Sol, Tramo 2)                         | AUTOPISTA MAGDALENA MEDIO S.A.S.                       | Construcción                  |
| 5G004    | Barrancabermeja – San Roque (Ruta del Sol, Tramo 2)                             | AUTOPISTA DEL RIO GRANDE S.A.S.                        | Construcción                  |
| 5G005    | Navegabilidad Río Magdalena (primera fase)                                      | SIN CONCESIÓN                                          | Licitación declarada desierta |
| 5G006    | Canal del Dique                                                                 | ECOSISTEMAS DEL DIQUE S.A.S.                           | Pre-construcción              |
| 5G007    | Tren La Dorada – Chiriguaná                                                     | CONSORCIO ESTRUCTURA PLURAL LINEA FÉRREA               | Adjudicado                    |
| 5G008    | ALO Sur                                                                         | CONCESION ALO SUR S.A.S.                               | Pre-construcción              |
| 5G009    | Autopista Norte y Carrera Séptima entre Calles 196 y 245 (Accesos Norte Fase 2) | CONCESIONARIA RUTA BOGOTA NORTE S.A.S.                 | Pre-construcción              |
| 5G010    | Nuevo aeropuerto de Cartagena (Bayunca)                                         |                                                        | Factibilidad en estudio       |
| 5G011    | Ampliación Aeropuerto Internacional Rafael Núñez                                | OPERADORA INTERNACIONAL AEROPUERTO DE CARTAGENA S.A.S. | Pre-construcción              |
| 5G012    | Ampliación Aeropuerto de Cali                                                   |                                                        | Factibilidad en estudio       |
| 5G013    | IP Santuario – Cañoalegre                                                       |                                                        | Factibilidad en estudio       |
|          | IP Villeta – Puerto Salgar (Ruta del Sol, Tramo 1)                              |                                                        | Factibilidad en estudio       |
|          | El Estanquillo – Popayán                                                        |                                                        | Prepliegos                    |
|          | IP Conexión Centro                                                              |                                                        | Factibilidad en estudio       |
|          | Sogamoso – Aguazul – Maní                                                       |                                                        | Factibilidad en estudio       |
|          | IP Autovía Córdoba – Sucre                                                      |                                                        | Factibilidad en estudio       |
|          | IP Conexión del Nare II                                                         |                                                        | Factibilidad en estudio       |
|          | IP Aeropuerto El Dorado MAX                                                     |                                                        | Factibilidad en estudio       |
|          | IP Tren Chiriguaná – Dibulla                                                    |                                                        | Factibilidad en estudio       |
|          | IP Transporte Ferroviario del Caribe                                            |                                                        | Factibilidad en estudio       |